# Adam Zieleńczyk
Adam Zieleńczyk (ur. 29 kwietnia 1880 w Warszawie, zm. 1943 tamże) – polski filozof i historyk filozofii, tłumacz, profesor nadzwyczajny Wolnej Wszechnicy Polskiej, nauczyciel warszawskich szkół średnich, zamordowany przez niemieckich okupantów.

## Rodzina
Pochodził z zasymilowanej rodziny polskich Żydów . Był synem Maksymiliana, czapnika (zm. 1919), i Karoliny z domu Hirszman (zm. 1934). Jego siostrą była Stefania Baczyńska z domu Zieleńczyk, matka Krzysztofa Kamila Baczyńskiego.
Poślubił Judytę Jadwigę Segał (1881–1943), siostrę Jakuba Segała. Z ich związku narodziły się trzy córki :
- Jadwiga (1910–1943) – adwokatka, działaczka ruchu ludowego
- Maria (1918–2004) – socjolożka, historyczka, działaczka komunistyczna, żona Jana Turlejskiego
- Wanda ps. „Dziula” (1920–1943) – poetka, działaczka komunistyczna, uczestniczka ruchu oporu.

## Życiorys
Adam Zieleńczyk w 1900 ukończył III Gimnazjum w Warszawie. W latach 1900–1901 studiował polonistykę na Uniwersytecie Jagiellońskim. Przeniósł się następnie do Niemiec, gdzie studiował filozofię na Uniwersytecie Ludwika i Maksymiliana w Monachium (1903–1905), Uniwersytecie Fryderyka Wilhelma w Berlinie (1906–1907) oraz Uniwersytecie Ruprechta i Karola w Heidelbergu (1907–1908). Naukę na tej ostatniej uczelni uwieńczył uzyskaniem tytułu doktora filozofii (1908). Promotorem jego pracy doktorskiej poświęconej psychologizmowi w etyce był Wilhelm Windelband.
Po powrocie do Warszawy przez ponad 20 lat nauczał propedeutyki filozofii w tamtejszych szkołach prywatnych (1908–1929). Od 1933 roku (według innych źródeł od 1928) pracował jako nauczyciel w warszawskich gimnazjach: I Państwowym Gimnazjum i Liceum im. Stefana Batorego (w latach 1928–1943) oraz Adama Mickiewicza.
W 1914 był jednym z członków założycieli Instytutu Filozoficznego w Warszawie. Był także członkiem korespondentem Towarzystwa Naukowego Warszawskiego.
Od 1920 pracował na stanowisku docenta w katedrze historii filozofii w Wolnej Wszechnicy Polskiej (WWP). W 1929 roku uzyskał tytuł profesora nadzwyczajnego. W tym samym roku, po śmierci Ignacego Myślickiego, objął także stanowisko kierownika katedry historii filozofii w WWP, które piastował do 1939 roku. Ponadto w latach 1937–1939 prowadził wykłady w zamiejscowym oddziale WWP w Łodzi.
Przez pewien czas pracował również jako urzędnik. W latach 1917–1920 pełnił funkcję zastępcy inspektora szkolnego miasta stołecznego Warszawy. Przez kolejnych trzynaście lat był zatrudniony w departamencie szkół wyższych Ministerstwa Wyznań Religijnych i Oświecenia Publicznego – początkowo na stanowisku starszego referenta (1920–1927), później radcy (1927–1933).
Po utworzeniu przez Niemców żydowskiego getta w Warszawie (1940) Zieleńczykowie nie podporządkowali się zarządzeniom okupanta i pozostali po „aryjskiej stronie” . W latach 1940–1943 prof. Zieleńczyk uczestniczył w akcji tajnego nauczania. 21 lipca 1943 został aresztowany wraz z żoną oraz córkami Wandą i Jadwigą w mieszkaniu przy ul. Koszykowej 55. W lokalu tym gestapo urządziło następnie „kocioł”, w którym zatrzymani zostali, między innymi, Alina Przerwa-Tetmajer i Maria Jaszczukowa (działaczki PPR) oraz Tadeusz Prus-Faszczewski (poeta, dziennikarz). Zieleńczykowie trafili tymczasem na Pawiak. 27 lub 28 sierpnia 1943 w ruinach getta warszawskiego Niemcy rozstrzelali ponad 90 więźniów Pawiaka podejrzewanych o żydowskie pochodzenie, w tym żonę oraz obie córki Adama Zieleńczyka. On sam prawdopodobnie również zginął w tej egzekucji, co nie zostało jednak jednoznacznie potwierdzone.
Przyczyny aresztowania Zieleńczyków nie zostały dotąd wyjaśnione. W starszych publikacjach bywało ono wiązane z działalnością Wandy Zieleńczyk w szeregach komunistycznego ruchu oporu. Wskazywano przy tym, iż zatrzymanie Zieleńczyków zbiegło się z falą aresztowań w środowisku warszawskich działaczy PPR, do której doszło po zamachu bojowców Gwardii Ludowej na kolumnę SA w Al. Ujazdowskich. Z drugiej strony okoliczności stracenia Zieleńczyków mogą jednak wskazywać, iż zostali oni aresztowani z powodu swoich żydowskich korzeni .

## Zainteresowania badawcze i poglądy polityczne
Zainteresowania badawcze Adama Zieleńczyka obejmowały przede wszystkim historię filozofii. Na początku swej kariery naukowej zajmował się filozofią starożytnej Grecji. Analizował występujące w niej nurty racjonalistyczny i irracjonalistyczny, a także badał zagadnienia etyki Demokryta z Abdery i jej wpływ na późniejsze greckie szkoły filozoficzno-etyczne. Najbardziej cenione pozostają jednak jego prace z zakresu historii nowożytnej filozofii polskiej. W tym zakresie zajmował się przede wszystkim polską myślą filozoficzną pierwszej połowy XIX wieku, w szczególności filozofią dziejów Bronisława Trentowskiego. Analizował także wpływ Immanuela Kanta na rozwój polskiej filozofii. Stał na stanowisku, iż tę ostatnią charakteryzują oryginalność i pragmatyzm.
W zakresie filozofii systematycznej zajmował się przede wszystkim etyką. Przeprowadził krytykę stosowania metod przyrodniczych i psychologicznych w etyce oraz krytykę podporządkowywania moralności wierzeniom religijnym. Analizował i wykazał wzajemną zależność trzech filozoficznych teorii miłości: Platona, Schopenhauera i Weiningera. Prowadził także badania z zakresu pedagogiki systematycznej, koncentrując się zwłaszcza na dziejach samorządu uczniowskiego w Polsce. Pracował nad podręcznikiem pedagogiki, lecz nie zdołał ukończyć tego dzieła, a wszystkie jego notatki zaginęły podczas wojny.
Był zafascynowany osobą Józefa Piłsudskiego. Przyjaźnił się z Adamem Skwarczyńskim i publikował w wydawanym przezeń miesięczniku „Droga” . Jako zwolennik liberalnej demokracji był jednak krytycznie nastawiony do polityki obozu sanacyjnego.

## Ważniejsze publikacje
Swoje prace zaczął publikować już jako student. Okres jego największej aktywności pisarskiej przypadł na lata 1909–1913. Czynnym autorem pozostał aż do wybuchu II wojny światowej, choć od 1928 roku publikował w zasadzie wyłącznie sprawozdania. Nie stworzył żadnego większego dzieła, lecz jego stosunkowo niewielkie objętościowo publikacje – niekiedy o charakterze pozornie publicystycznym – były wysoko oceniane zarówno przez fachowców, jak też szerszą publiczność. Do najważniejszych prac Adama Zieleńczyka zaliczane są (w ujęciu chronologicznym):
- Statystyka a Etyka (1908)
- Ein Abschnitt aus der polnischen Philosophie der Gegenwart (1908)
- O etycznej podstawie pedagogiki (1909)
- Psychologizm w etyce, Studium z Beniowskiego (1911)
- Drogi i bezdroża filozofji (1912)[20]
- Filozofia uniwersalna Trentowskiego (1913)[21]
- Czynnik pragmatyczny w filozofii polskiej (1923)
- Podwójne oblicze filozofii greckiej (1923)
- Geneza i charakterystyka kantyzmu polskiego (1924)
- Mickiewicza „prawdy żywe” (1927)
- Hoene-Wroński (1928)[22]

Był autorem przekładu na język polski Wykładów z filozofii dziejów G.W.F. Hegla (1919) i Podstaw pedagogiki Sergiusza Hessena (1931).